# Amenemopet (công chúa)
Amenemopet là một công chúa (Người con gái của đức vua) của Ai Cập cổ đại thuộc vương triều thứ 18, bà có thể là một người con gái của Thutmose IV.
Bà được miêu tả là đang ngồi trên đầu gối người thầy của mình là Horemheb, trong ngôi mộ Thebes của ông ta (TT78). Horemheb (không phải là vị pharaon cùng tên) đã phụng sự dưới triều đại của Amenhotep II, Thutmose IV và Amenhotep III, vì thế bà có thể là một người con gái của một trong số những vị pharaon này, nhưng Thutmose người có nhiều khả năng nhất
Bà đã qua đời dưới triều đại của Amenhotep III. Sau này, xác ướp của bà đã được tái an táng tại hố chôn giấu Sheikh Abd el-Qurna cùng với một số công chúa của các vị vua khác như: Những người chị em gái có thể của bà là Tiaa và Petepihu; người cháu gái Nebetia của bà và Tatau, Henutiunu, Merytptah, Sithori và Wiay. Ngôi mộ này được phát hiện vào năm 1857.